# Jaume Traserra Cunillera
Jaume Traserra i Cunillera (Granollers, 11 de julio de 1934-Ibídem, 25 de enero de 2019) fue un obispo católico español, obispo auxiliar de Barcelona entre 1993 y 2001 y residencial de Solsona entre 2001 y 2010. También fue vice-gran prior de la Sagrada Orden Militar Constantiniana de San Jorge.

## Biografía
Licenciado en Filosofía, Teología y Derecho, obtuvo un doctorado en Derecho Canónico por la Pontifica Universidad Gregoriana de Roma. Fue ordenado sacerdote el 19 de marzo de 1959, dedicándose a la enseñanza de la asignatura de Derecho Canónico en la Facultad Teológica de Cataluña. 
Ocupó diversos cargos en el arzobispado de Barcelona: 
- Notario del Tribunal Eclesiástico barcelonés, de 1962 a 1971.
- Secretario-canciller del arzobispado, de 1972 a 1987.
- Vicario general de Barcelona de 1987 a 1993.
- Canónigo de la catedral de Barcelona, de 1986 a 2001.
- Deán del cabildo catedralicio, desde 1994 hasta 2000.

El 9 de junio de 1993, el papa San Juan Pablo II lo nombró titular de Selemselae. El 5 de septiembre siguiente fue consagrado obispo por el cardenal Ricard Maria Carles, de quien fue auxiliar en Barcelona. Más tarde, el 28 de julio de 2001, el papa lo designó para sustituir a monseñor Antonio Deig al frente de la diócesis de Solsona y tomó posesión el 30 de septiembre del mismo año. 
En julio de 2009, al cumplir los 75 años, presentó la renuncia a Benedicto XVI, quien designó sucesor a monseñor Xavier Novell, que había sido mano derecha de monseñor Trasserra durante su estancia en Solsona. Tras la toma de posesión de monseñor Novell, el 3 de noviembre de 2010, monseñor Trasserra se trasladó a Granollers, donde residió desde entonces, colaborando con la parroquia de San Esteban de Granollers. 
Entre 1993 y 2011 fue miembro de la Comisión de Patrimonio Cultural de la Conferencia Episcopal Española, donde también fue miembro del Consejo de Economía. 